# M 581
M 581 war ein bereits von der Kaiserlichen Marine in Auftrag gegebenes, aber erst 1919 mit der Bezeichnung M 81 fertiggestelltes Minensuchboot, eines von 36 Booten des Typs Minensuchboot 1916, die noch im Zweiten Weltkrieg von der Kriegsmarine eingesetzt wurden. Zwischenzeitlich diente es unter dem Namen Nautilus als Versuchsschiff.

## Bau und technische Daten
Das Boot wurde 1917 auf der Seebeckwerft in Geestemünde an der Unterweser auf Kiel gelegt, lief aber erst nach der Beendigung des Krieges am 8. September 1919 vom Stapel und wurde am 13. Oktober 1919 von der Reichsmarine in Dienst gestellt.
Bei einer Länge von 56,1 m in der Wasserlinie bzw. 59,3 m über alles, einer Breite von 7,30 m und einem maximalen Tiefgang von 2,23 m verdrängte das Boot 515 t (Konstruktion) und maximal 553 t. Zwei Marine-Kessel mit Kohlefeuerung und zwei stehende Verbunddampfmaschinen mit dreifacher Dampfdehnung und zusammen 1850 PS ermöglichten über zwei Wellen und Schrauben eine Höchstgeschwindigkeit von 16 Knoten. Mit dem Bunkervorrat von 120 t Kohle war bei einer Marschgeschwindigkeit von 14 Knoten ein Aktionsradius von 2000 Seemeilen gegeben. Die Bewaffnung bestand aus einer 10,5-cm-L/45-C/06-Sk und einer 2,0-cm-L/65-C/38-Flugabwehrkanone. 1943 kam ein zweites 2-cm-Fla-Geschütz hinzu.

## Geschichte

### Reichsmarine
Das Boot wurde zunächst als Flottentender verwendet. Ab 11. März 1929 diente es dann, mit dem neuen Namen Nautilus, als Versuchsboot beim Sperrversuchskommando (SVK) der Kriegsmarine in Kiel, wo man sich mit der Entwicklung und Erprobung von Seeminen, Zünd- und Räumgeräten befasste.

### Kriegsmarine
Beim deutschen Überfall auf Polen ab 1. September 1939 war die Nautilus, gemeinsam mit den vier anderen Versuchsbooten des Sperrversuchskommandos (Arkona, Otto Braun, Pelikan und Sundevall), Teil der Marinestreitkräfte, die unter Kapitän zur See Friedrich Ruge, dem Führer der Minensuchboote Ost, in der Danziger Bucht Minensuch- und Sicherungsaufgaben durchführten. Am 19. September war das Boot dann – gemeinsam mit den Booten M 3, M 4, Nettelbeck, Fuchs, Otto Braun, Pelikan, Arkona, Sundevall und Drache und dem alten Linienschiff Schleswig-Holstein – an der Beschießung der polnischen Stellungen bei Gdingen (Oxhöfter Kämpe, Ostrowogrund und Hexengrund) beteiligt, die erst dann von Heeressoldaten erobert werden konnten.
Beim Unternehmen Weserübung, der Besetzung von Dänemark und Norwegen, gehörte die Nautilus zur Kriegsschiffsgruppe 7 unter Kapitän zur See Gustav Kleikamp auf der Schleswig-Holstein, die am frühen Morgen des 9. April 1940 die dänischen Häfen Nyborg auf Fünen und Korsør auf Seeland besetzte. Neben der Schleswig-Holstein und der Nautilus bestand diese Gruppe aus den Versuchsbooten Claus von Bevern und Pelikan, den Transportern Campinas (4541 BRT) und Cordoba (4611 BRT), zwei Schleppern und der B.S.O.-Schulflottille mit sechs zu Vorpostenbooten umgerüsteten Fischdampfern.
Danach versah das Boot Geleitdienst im Raum Dänemark-Südnorwegen. Dabei entging es am 19. April 1940, als es die drei Frachtschiffe Moltekefels (7863 BRT), Hanau (5892 BRT) und Porto Alegre (6105 BRT) nach Deutschland zurückgeleitete, im Skagerrak südlich des Oslofjords bei 58° 18′ N, 10° 48′ O einem Torpedoangriff des britischen U-Boots Triad, als alle vier abgefeuerten Torpedos ihr Ziel verfehlten. Der britische Kommandant, LtCdr Oddie, glaubte, das deutsche Schnellbootbegleitschiff Tsingtau und vier U-Jagd-Trawler vor sich zu haben.
Das Boot wurde am 1. Oktober 1940 wieder zum Minensuchboot umfunktioniert, erhielt die Bezeichnung M 581 und diente dann bis zum Kriegsende als Torpedofangboot beim Sperrversuchskommando.

### Nachkriegszeit
Das Boot wurde bei Kriegsende alliierte Kriegsbeute und wurde dann im Deutschen Minenräumdienst bei der 40. Minensuchflottille innerhalb der in Kopenhagen stationierten 3. Minenräumdivision eingesetzt, bis es im Jahre 1950 abgewrackt wurde.